# Margaret Mead
Margaret Mead, ameriška antropologinja, * 16. december 1901, † 15. november 1978.

## Izbrana dela
- Coming of Age in Samoa (1928) ISBN 0-688-05033-6
- Growing Up in New Guinea (1930) ISBN 0-688-17811-1
- Sex and Temperament in Three Primitive Societies (Spol in značaj v treh prvotnih družbah) (1935)
- Male and Female (1949) ISBN 0-688-14676-7
- New Lives for Old: Cultural Transformation in Manus, 1928-1953 (1956)
- People and Places (Ljudje in kraji) (1959; knjiga za mlajše bralce)